# コニカカップ
コニカカップは、日本サッカーリーグ(JSL)主催の第3の公式戦として、1990年、1991年の2年間だけ開かれた大会。別名はチャレンジ'92選手権大会で、これは1992年の発足を目指していたプロリーグと同年に開催されたアジアユース、そしてやはり1992年開催のバルセロナオリンピックとアジアカップ1992へ向けた代表チーム強化を兼ねていたためである。JSL1部所属チームのほかに、オリンピック日本代表、ユース日本代表（第1回大会のみ）が参加した。

## 概要
日本サッカーリーグではそれまで1・2部の全参加チームが出場して争うノックアウト方式によるJSLカップが行われ、1985年以後はシーズン開幕を告げるリーグ戦の前哨戦的大会として行われていたが、1993年発足のJリーグへ向けて、アマチュア主体の同リーグのレベル向上を目指して、初めてコニカ（当時）の特別協賛による冠大会で上位入賞チームに賞金（強化費）が支給されることで話題を集めた。
大会は日本リーグ1部の12チームを6チームずつの2つのグループに分けて、更にユース代表（第1回のみ）やオリンピック代表チームを交えての総当たり戦を開催し、各組上位2チームずつの4チームが決勝トーナメントに駒を進めた。また、日本のサッカー大会としては初めての試合内容やゴール数に応じた勝ち点ボーナス、完全サドンデスPK方式（1人目から得点差がついた時点で試合終了）を取り入れたり、ヨーロッパのカップ戦を参考に毎週水曜日のナイトゲームを主体に日程を組んだ。
当初、1992年から始まったJリーグカップもコニカがスポンサーに就任する予定だったが、その後降板し、ヤマザキナビスコが協賛するようになった。
ユース代表およびオリンピック代表チームの強化については、学校行事や所属チームの都合などで試合に出場できる選手の確保が難しく上野良治（武南高）などがオリンピック代表の試合の翌日にユース代表の試合に出場するなどして急場をしのいでおり寄せ集めチームの域を出ず、さらに両代表チームともアジア最終予選で敗退するなど成功とは言い難い結果であった。

## 試合方式
6ないし7チームからなる2グループの1回戦総当たりによる予選リーグを行う。上位各2チームが、たすきがけで準決勝で対戦する。予選リーグ各試合では必ず勝敗を決める（90分間で決着しない場合の方式は以下の通り）。
- 第1回：5人ずつによる通常のPK戦を行い、以降は1人ずつによるサドンデス方式
- 第2回：サドンデス方式による延長戦を行い、さらに勝敗が決しない場合は1人ずつによるサドンデス方式のPK戦を行う（5人ずつによる通常のPK戦ではない）

### 勝ち点ボーナス
- 勝利チームには勝ち点3が与えられるが、第1回大会では0対0からのPK戦による勝利は「消極的ゲーム」として勝ち点は（1点減の）2が与えられる。第2回大会では0対0でも「面白い試合はあった」として廃止された。
- 1試合あたり1チーム2ゴールにつきボーナス勝ち点1を加算する。第2回大会では延長でのゴールも含む（1992年のJリーグカップの方式とは異なる）。

### サドンデス方式
後にJリーグでも採用された「Vゴール」とほぼ同様のもの。とりわけ第2回大会で採用されたサドンデス方式による延長およびPK戦は引き続き1992年のJリーグカップでも採用された。
- 延長戦で先にゴールしたチームを勝利とし、その時点で残り時間があったとしても試合を打ち切る。
  - 例）三菱0対0五輪代表による延長戦で91分（延長前半1分）名塚（五輪）のゴールで五輪代表1対0の勝利。
- 5人ずつによる通常のPK戦ではなく、初めから両チーム1人ずつによるPK戦を行う。双方が成功もしくは失敗した場合はそれぞれ次の選手1人ずつによるPK戦を行う。
  - 例）松下3対3読売によるPK戦で永島（松下）が成功し三浦知（読売）が失敗し松下の勝利。

## 優勝チーム
| 回 | 年度   | 優勝         | 結果      | 準優勝   |
| -- | ------ | ------------ | --------- | -------- |
| 1  | 1990年 | 読売クラブ   | 2 - 1     | ヤマハ   |
| 2  | 1991年 | トヨタ自動車 | 6 - 5 aet | 本田技研 |